# جزيرة أنتيكوستي

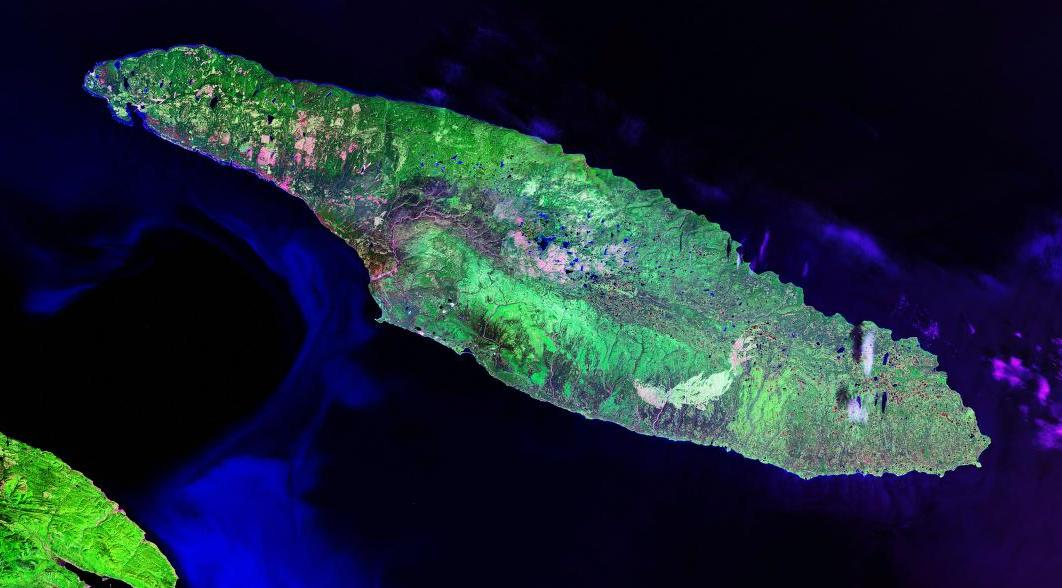
صورة فضائية لأنتيكوستي.

جزيرة أونتيكوستي هي جزيرة تقع بكندا بمقاطعة كيبك عند مصب نهر سنت لورنس في خليج سنت لورنس.

## المناخ
يظهر الجدول التالي التغييرات المناخية على مدار السنة لجزيرة أنتيكوستي:
| البيانات المناخية لـجزيرة أنتيكوستي | البيانات المناخية لـجزيرة أنتيكوستي | البيانات المناخية لـجزيرة أنتيكوستي | البيانات المناخية لـجزيرة أنتيكوستي | البيانات المناخية لـجزيرة أنتيكوستي | البيانات المناخية لـجزيرة أنتيكوستي | البيانات المناخية لـجزيرة أنتيكوستي | البيانات المناخية لـجزيرة أنتيكوستي | البيانات المناخية لـجزيرة أنتيكوستي | البيانات المناخية لـجزيرة أنتيكوستي | البيانات المناخية لـجزيرة أنتيكوستي | البيانات المناخية لـجزيرة أنتيكوستي | البيانات المناخية لـجزيرة أنتيكوستي | البيانات المناخية لـجزيرة أنتيكوستي |
| الشهر                               | يناير                               | فبراير                              | مارس                                | أبريل                               | مايو                                | يونيو                               | يوليو                               | أغسطس                               | سبتمبر                              | أكتوبر                              | نوفمبر                              | ديسمبر                              | المعدل السنوي                       |
| ----------------------------------- | ----------------------------------- | ----------------------------------- | ----------------------------------- | ----------------------------------- | ----------------------------------- | ----------------------------------- | ----------------------------------- | ----------------------------------- | ----------------------------------- | ----------------------------------- | ----------------------------------- | ----------------------------------- | ----------------------------------- |
| الدرجة القصوى °م (°ف)               | 8 (46)                              | 6 (43)                              | 8 (46)                              | 21 (70)                             | 25 (77)                             | 29 (84)                             | 26 (79)                             | 26 (79)                             | 22 (72)                             | 20 (68)                             | 13 (55)                             | 11 (52)                             | 29 (84)                             |
| متوسط درجة الحرارة الكبرى °م (°ف)   | −6 (21)                             | −6 (21)                             | −1 (30)                             | 3 (37)                              | 9 (48)                              | 15 (59)                             | 19 (66)                             | 18 (64)                             | 14 (57)                             | 8 (46)                              | 2 (36)                              | −3 (27)                             | 6 (43)                              |
| المتوسط اليومي °م (°ف)              | −10 (14)                            | −11 (12)                            | −6 (21)                             | 0 (32)                              | 5 (41)                              | 11 (52)                             | 15 (59)                             | 14 (57)                             | 10 (50)                             | 4 (39)                              | 0 (32)                              | −7 (19)                             | 2 (36)                              |
| متوسط درجة الحرارة الصغرى °م (°ف)   | −15 (5)                             | −16 (3)                             | −11 (12)                            | −4 (25)                             | 1 (34)                              | 6 (43)                              | 11 (52)                             | 10 (50)                             | 6 (43)                              | 1 (34)                              | −3 (27)                             | −11 (12)                            | −2 (28)                             |
| أدنى درجة حرارة °م (°ف)             | −40 (−40)                           | −37 (−35)                           | −28 (−18)                           | −19 (−2)                            | −7 (19)                             | −3 (27)                             | 1 (34)                              | −2 (28)                             | −6 (21)                             | −13 (9)                             | −20 (−4)                            | −39 (−38)                           | −40 (−40)                           |
| الهطول مم (إنش)                     | 63 (2.5)                            | 47 (1.9)                            | 61 (2.4)                            | 81 (3.2)                            | 89 (3.5)                            | 98 (3.9)                            | 91 (3.6)                            | 107 (4.2)                           | 121 (4.8)                           | 116 (4.6)                           | 98 (3.9)                            | 77 (3.0)                            | 1٬049 (41.5)                        |
| المصدر:                             |                                     |                                     |                                     |                                     |                                     |                                     |                                     |                                     |                                     |                                     |                                     |                                     |                                     |